# Pintura de l'antiga Grècia

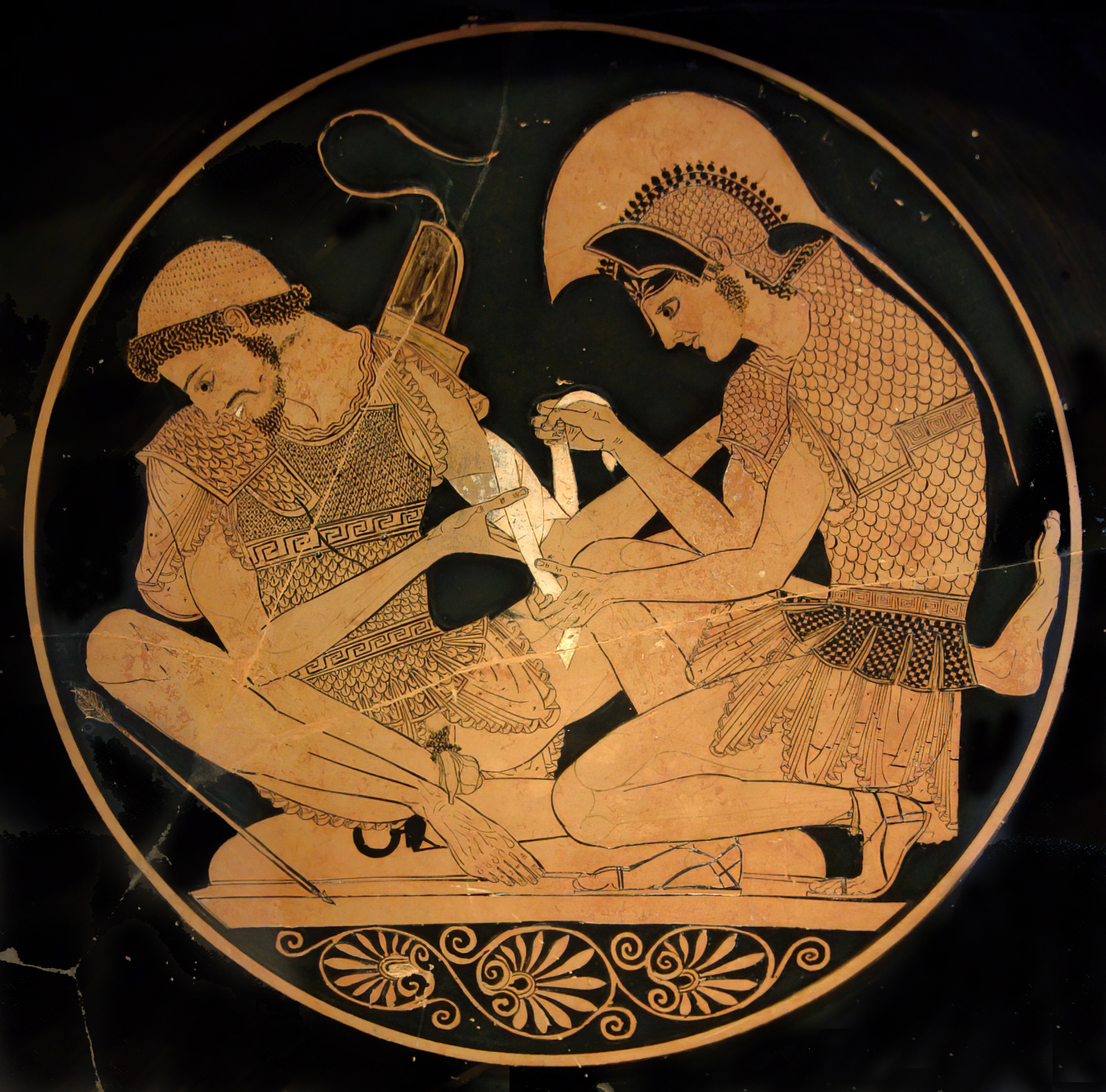
Pintura sobre atuell, cap al 500 ae

La pintura de l'antiga Grècia és el conjunt de l'obra artística plàstica produïda dins el món hel·lènic.

## Precedents
Abans de la formació de l'anomenat art grec en territoris de l'antiga Grècia es cataloga un art prehel·lènic, conservat en ruïnes d'edificis de l'època i sobre estuc, que representa paisatges, accions guerreres i cerimònies cortesanes o religioses, les figures de les quals, tot i que imperfectes, revelen una notable expressió i vida. En l'àmbit de la ceràmica, s'anoten així mateix les primitives decoracions d'atuells, en què rares vegades es representa la figura humana, molt estilitzada i amb pocs detalls.
El coneixement de la pintura grega i els seus artistes es deu quasi per complet als historiadors de l'antiguitat clàssica, ja que no es conserven quadres de Zeuxis, Parrasi i Apel·les, considerats els representants més importants. Les úniques obres pictòriques conegudes són les conservades en les decoracions dels diversos períodes de la ceràmica hel·lènica (amb abundant producció d'atuells de tota mena). També podrien incloure-s'hi alguns mosaics i plaques d'argila pintades. Ja posteriors al període grec clàssic, poden citar-se les obres de pintura romana en què va intervenir una mà grega. S'ha suggerit la possibilitat que algunes decoracions de les grans àmfores o craters poguessen ser còpies de pintures murals originàriament realitzades al fresc, encàustica, tremp i, amb menor probabilitat, fins i tot a l'oli. En general, els temes i assumptes representats en les mostres de pintura conservada en terrissa són escenes de la vida humana, i tradicions o llegendes mitològiques i heroiques.

## Períodes
La pintura grega es divideix en tres períodes (després dels períodes anomenats protohistòrics o anteriors a l'art grec, com el cretenc i micènic, que es podrien qualificar com a protohistòrics).
1. El de formació i arcaic, que dura fins al segle v aC: es distingeix per les influències assíries i egípcies que revela en els dibuixos. La pintura dels atuells corresponents al primer d'aquests períodes sol exhibir des de mitjan segle viii aC figures de color negre sobre fons groc o vermell (doncs abans d'aquesta data mostrava dibuixos d'estil geomètric i figures estilitzades).
2. El d'elegància nacional, durant el segle v aC i part del iv, en què es va emancipar la pintura amb Polignot, seguit d'Apol·lodor, Zeuxis i Parrasi, molt correctes en el dibuix; se li n'atribueix al primer la invenció del clarobscur. Els atuells d'aquest període tenen les figures roges sobre fons negre, tret dels cèlebres lècits blancs que sobre fons blanquinós llueixen figures policromes.
3. L'alexandrí o de difusió des de mitjan segle iv aC fins a dos segles més tard, en què Grècia fou conquistada pels romans. Els atuells d'aquest període (és l'època de les gran àmfores decoratives o de luxe) continuen la línia del precedent, però amb menor correcció i amb un cert barroquisme en el dibuix fins a principis del segle ii aC, en què cessen les figures pintades i s'hi introdueixen de relleu amb color negre o vermell.

A principis d'aquest darrer període, amb el famós Apel·les, l'art pictòric arriba al punt àlgid: representà gestes i la persona d'Alexandre. Molt ràpidament, però, va decaure l'art en una espècie de barroquisme, voluptuositat i vulgaritat dels assumptes, a causa de la mateixa difusió i èxode fora de Grècia que van realitzar els tallers o escoles principals que pròpiament formen el període hel·lenístic.
De tot això hi ha abundants mostres als principals museus del món. Aquest llegat pictòric queda restringit al gènere decoratiu, en mancar de perspectiva i clarobscur. També són determinants del seu primitivisme recursos com la representació dels plecs de la roba i altres línies amb ratlles negres o de color roig fosc més o menys gruixudes, segons ho exigia la figura, o la seua carnació, amb pasta de color blanc.